# 前山忠久
前山 忠久（まえやま ただひさ、1935年（昭和10年）10月12日 - ）は、日本の実業家。前山毛布会長。日本毛布工業組合元副理事長。前忠毛織・前山毛布創業者。
父は第3代泉大津市長の前山徳太郎。祖父は前新毛織代表取締役の前山新之助。泉大津市在籍。

## 経歴
前山徳太郎・まつ子の三男として大阪府に生まれる。1946年（昭和21年）父・徳太郎が泉大津市長在任中に急逝。
1958年（昭和33年）慶應義塾大学法学部政治学科卒業後、同年日本羊毛工業に入社。
1961年（昭和36年）前忠毛織を創立。翌年、前山毛布を設立した。

## 人物
趣味はゴルフ・囲碁。宗教は真言宗。

## 家族
- 曽祖父・重治郎（生年不明 - 1899年（明治32年）5月25日）
小川平助と並ぶ泉大津における毛布界の先覚者[6]。1885年（明治18年）10月、真田織業を盛んにするべく小川平助、吉田為助、藤井庄次郎、小川喜代松、下市清市らと共に真田織会社（通称：真盛社）を設立し、吉田輸出織物工場主・吉田次三郎に推され同社社長に就任[7][8][9]。相当なる収益を上げたものの、牛毛服地製造に失敗し、1889年（明治22年）同社解散[7][9]。1890年（明治23年）7月第三回内国勧業博覧会にて「真田紐」で褒章状を受賞[10][11]。
「チーゼル」による起毛法の導入者といわれる。重治郎は神戸から「チーゼル」の種子を持ち帰り、それを栽培した[12]。49歳で死去[13]。
- 祖父・新之助（1878年（明治11年）2月 - 没年不明）
重治郎の次男として大阪府に生まれる[4]。1901年（明治34年）に分家。のち前新毛織代表取締役に就任[4]。
- 父・徳太郎（1907年（明治40年）11月25日 - 1946年（昭和36年）5月1日）
第3代泉大津市長[3]。日本羊毛工業元社長[14]。新之助の次男[4]。市政担当の任期は短く、突然の急逝によりわずか1か月余だった[3][15]。
- 母・まつ子（1912年（大正元年）12月20日 - 没年不明） 
岸和田高等女学校卒[14][16]。八木豊毛織（現在は閉鎖）創業者・八木由松の三女に生まれ、1930年（昭和5年）徳太郎に嫁ぐ[15][17][18]。1946年（昭和21年）5月、夫・徳太郎が急逝し日本羊毛工業社長に就任[15][16]。
- 妻・冨美子（1935年（昭和10年）6月5日 - ）
大阪府立泉尾高校卒[19]。
- 長女（1962年（昭和37年）8月7日 - ）
帝塚山短期大学卒[19]。
- 次女（1965年（昭和40年）5月10日 - ）
帝塚山高等学校卒[19]。